# Долгов, Николай Иванович
Николай Иванович Долгов (25 марта 1918, Верхняя Ярославка, Тамбовская губерния — 15 августа 1992, Верхняя Ярославка, Тамбовская область) — советский военнослужащий, участник Великой Отечественной войны и похода в Западную Белоруссию, полный кавалер ордена Славы, в Рабоче-крестьянской Красной армии служил в 1938—1941 и 1944—1945 годах. Воинское звание — старший сержант.

## Биография
Николай Иванович Долгов родился 25 марта 1918 года в селе Верхняя Ярославка Моршанского уезда Тамбовской губернии (ныне село Сосновского района Тамбовской области) в крестьянской семье. Русский. Окончил семь классов школы в 1933 году. До призыва на военную службу работал счетоводом в колхозе.
В ряды Рабоче-крестьянской Красной армии призван Ламским районным военкоматом Тамбовской области в августе 1938 года. Срочную службу проходил в кавалерийской части в Белорусском особом военном округе. В сентябре 1939 года принимал участие в Польском походе РККА. После завершения операции казачий кавалерийский полк, в составе которого служил Н. И. Долгов, дислоцировался в Западной Белоруссии недалеко от новой границы СССР.

### В партизанском отряде
В боях с немецко-фашистскими захватчиками Н. И. Долгов с первых дней Великой Отечественной войны. Участвовал в оборонительном сражении в Белоруссии. В июле 1941 года под Чаусами попал в окружение. Лесными тропами прошёл более 100 километров на восток пока в смоленских лесах не встретил партизан. До осени 1943 года воевал разведчиком-подрывником в партизанском отряде, действовавшем на территории Смоленской и Могилёвской областей. Не раз Николаю Ивановичу доводилось пускать под откос вражеские поезда, взрывать мосты, устраивать засады и диверсии, участвовать в боях с карателями. Во время Смоленской наступательной операции партизаны по заданию командования Западного фронта активно действовали на коммуникациях противника в его ближних тылах, чем способствовали успешному наступлению регулярных частей Красной армии. За большой вклад в разгром врага на Смоленщине приказом Смоленского штаба партизанского движения Н. И. Долгов в декабре 1943 года был награждён медалью «Партизану Отечественной войны» 2-й степени.
Осенью 1943 года большинство оказавшихся на освобождённой территории смоленских партизан влилось в состав действующей армии. Не стал исключением и Долгов. После переподготовки на базе одного из армейских запасных полков в апреле 1944 года Николай Иванович в звании старшего сержанта был направлен для прохождения дальнейшей службы в 154-й укреплённый район.

### Освобождение Белоруссии
До начала Белорусской стратегической операции 154 УР (Малоярославецкий УР) под командованием генерал-майора А. И. Якимовича занимал оборону на реке Проня в районе населённого пункта Дрибин. В ходе начавшейся 23 июня 1944 года Могилёвской операции стратегического плана «Багратион» бойцы укрепрайона прорвали сильно укреплённые линии обороны противника на реках Проня и Бася, обеспечив ввод в бой частей второго эшелона 33-й армии. 29 июня, в самый разгар наступления, приказом командующего 2-м Белорусским фронтом 154 УР был переформирован в 343-ю стрелковую дивизию. Старший сержант Н. И. Долгов стал автоматчиком 5-й стрелковой роты 2-го стрелкового батальона 356-го стрелкового полка.
В ходе дальнейшего наступления в Белоруссии дивизия двигалась позади основных сил 49-й армии, осуществляя зачистку территории и ликвидируя оставшиеся в тылу советских войск небольшие отряды противника. 20 июля она была включена в состав 38-го стрелкового корпуса 49-й армии. В рамках Белостокской операции Николай Иванович участвовал в прорыве немецкой обороны на реке Свислочь, освобождении города Сокулка. За воинскую доблесть, проявленную при штурме города Кнышин он был награждён медалью «За отвагу».
После завершения Белостокской операции войска 2-го Белорусского фронта продолжили наступление в Западной Белоруссии на остроленковском направлении. К 10 августа 343-я стрелковая дивизия вышла на подступы к городу Новогруду. Враг создал вдоль реки Нарев мощную оборонительную линию, намереваясь остановить дальнейшее продвижение советских войск, и оказывал ожесточённое сопротивление. Чтобы оценить силы противника и выявить его огневые средства, командование дивизии 14 августа решило провести разведку боем. Боевая задача была поставлена перед автоматчиками 5-й стрелковой роты, которых возглавил старший лейтенант Н. А. Румянцев. В состав разведгруппы вошло и отделение старшего сержанта Н. И. Долгова. Разведчикам удалось незаметно приблизиться к немецким позициям. По сигналу командира группы они открыли шквальный автоматный огонь по противнику. Это в свою очередь послужило сигналом для советских артиллеристов и миномётчиков, которые обрушили на вражеские укрепления град огня. В стане неприятеля поднялась тревога. Вероятно посчитав, что началась атака, немцы открыли ответный огонь из всех видов оружия. Пользуясь этим, артиллеристы быстро засекали и подавляли огневые средства врага. Тем временем бойцы 5-й роты ворвались в немецкие траншеи и завязали ближний бой с противником. Действуя автоматами, гранатами, а иногда вступая в рукопашную схватку с врагом, они сломили сопротивление немцев и вынудили их отступить вглубь своей обороны. В ходе боя старший сержант Долгов вовремя заметил группу немецких солдат, прятавшихся в кустах и ждавших подходящего момента для нападения с тыла. Шквальным автоматным огнём он рассеял скопление неприятеля. Когда из строя выбыл командир взвода, Николай Иванович принял командование подразделением на себя, и умело командуя бойцами, выполнил поставленную боевую задачу. Разведчики в ходе разведки боем полностью очистили от немцев первую линию траншей, нанеся противнику большой урон в живой силе и захватив в плен двух офицеров и одного солдата. Значительный урон врагу нанесла и советская артиллерия. Вечером 15 августа 1944 года подразделения 343-й стрелковой дивизии взяли важный узел шоссейных дорог и мощный опорный пункт немцев на левом берегу реки Нарев город Новогруд. За образцовое выполнение боевого задания командования старший сержант Н. И. Долгов, лично уничтоживший в бою 8 военнослужащих вермахта, приказом от 20 сентября 1944 года был награждён орденом Славы 3-й степени (№ 198352).

### В Восточной Пруссии
После взятия Новогруда 343-я стрелковая дивизия более пяти месяцев вела бои на рубеже реки Нарев. 22 января 1945 года в рамках Восточно-Прусской операции бойцы соединения генерал-майора А. Л. Кроника, прорвав оборонительные порядки немцев в районе села Едначево (Jednaczewo), форсировали водную преграду и 24 января одними из первых в составе 50-й армии вступили на территорию Германии. В результате ожесточённых боёв части дивизии взломали сильно укреплённую оборонительную линию противника в районе Мазурских озёр и развили наступление на вормдиттско-мельзакском направлении. Старший сержант Н. И. Долгов со своим отделением участвовал в боях за города Бишофсбург и Зеебург. 4 февраля при штурме господского двора Цехерн Николай Иванович под шквальным ружейно-пулемётным огнём первым ворвался в населённый пункт. В ходе боя лично уничтожил двух солдат противника и одного взял в плен. В результате тяжёлых боёв 6-8 февраля 343-я дивизия взломала мощную оборону врага в районе Бюргервальде—Фрауендорф и устремилась к Мельзаку. 12 февраля при штурме очередного опорного пункта немцев деревни Лоттербах старший сержант Долгов под яростным огнём противника личным примером вновь поднял своё отделение в атаку, первым ворвался в населённый пункт и выбил из него немцев. Заняв оборону на окраине Лоттербаха Николай Иванович со своими бойцами отразил контратаку стремившегося восстановить прежнее положение неприятеля, нанеся ему большой урон в живой силе. При этом он лично истребил до 10 вражеских солдат.
В начале марта 1945 года подразделения 343-й стрелковой дивизии вышли в район населённого пункта Хоенфюрст, выполнив поставленную боевую задачу. Всего за период с 22 января по 5 марта 1945 года дивизия прошла с непрерывными боями более 240 километров, очистила от войск противника 252 населённых пункта, уничтожила 10 самоходных артиллерийских установок, 6 бронетранспортёров, 22 артиллерийских орудия, 19 миномётов, 76 автомашин и свыше 160 повозок с грузами, 140 мотоциклов, 3 тягача, 182 пулемёта, 16 ДОТов. Потери немцев в живой силе составили свыше 3000 солдат и офицеров убитыми, более 300 военнослужащих вермахта были взяты в плен. За доблесть и мужество, проявленные в боях в Восточной Пруссии, старший сержант Н. И. Долгов приказом от 23 марта 1945 года был награждён орденом Славы 2-й степени (№ 14180), а днём позже — орденом Красной Звезды.

### Штурм Кёнигсберга
В начале марта 1945 года 343-я стрелковая дивизия в составе 50-й армии была передана в состав 3-го Белорусского фронта, и совершив марш в обход Кёнигсберга, к 14 марта сосредоточилась в лесном массиве к северо-западу от столицы Восточной Пруссии. К этому времени старший сержант Н. И. Долгов был переведён во взвод пешей разведки 356-го стрелкового полка. В период подготовки к штурму Кёнигсберга Николай Иванович в составе разведгрупп принимал участие в нескольких ночных поисках, в ходе которых истребил 8 военнослужащих вермахта, захватил в плен 11 немецких солдат и одного офицера.
4 апреля две роты полка усиленные взводом пешей разведки, неожиданно атаковали немецкие позиции на окраине Кёнигсберга со стороны Танненвальде. Группа разведчиков, в составе которой был старший сержант Н. И. Долгов, ворвалась в малый форт № 4а, расположенный между фортами № 5 и № 4. Немцы, не ожидавшие скорого появления в этом районе советских солдат, были застигнуты врасплох. Четырнадцать солдат и офицеров вермахта, составлявших гарнизон форта, сдались в плен без боя. Противник скоро обнаружил потерю важного узла обороны и попытался отбить его, но разведчики смогли продержаться до подхода подкрепления, отразив три вражеские контратаки и нанеся неприятелю большой урон. В ходе боя старший сержант Долгов лично истребил 15 немецких солдат и двух унтер-офицеров. 6 апреля 1945 года подразделения 343-й стрелковой дивизии после артиллерийской подготовки пошли на штурм немецких укреплений. Блокируя и уничтожая ДОТы и ДЗОТы, они взломали долговременную оборону немцев и ворвались в район Пальфе. После ожесточённых боёв за железнодорожную станцию и центральный стадион, 8 апреля части соединения генерал-майора А. Л. Кроника вышли на берег пруда Обер-Тайх. Последующим ударом на юг дивизия вышла на соединение с частями 11-й гвардейской армии, тем самым завершив окружение группировки противника в центральных кварталах города.
За ратный подвиг при штурме Кёнигсберга Николай Иванович был отмечен орденом Отечественной войны, а ещё через год за отличие в боях в Восточной Пруссии указом Президиума Верховного Совета СССР от 15 мая 1946 года он был награждён орденом Славы 1-й степени (№ 1239).

### После войны
Штурм Кёнигсберга был последней боевой операцией, в которой участвовал старший сержант Н. И. Долгов. После капитуляции гарнизона города 343-я стрелковая дивизия передислоцировалась на господский двор Проддау в 20 километрах от Кёнигсберга. Здесь Николай Иванович встретил День Победы. В октябре 1945 года он был демобилизован из РККА. Вернулся в родное село, где до выхода на пенсию работал в совхозе.
Умер в 1992 году.

## Награды
- Два ордена Отечественной 1-й степени (02.06.1945[15]; 11.03.1985[20]);
- орден Красной Звезды (24.03.1945)[5];
- орден Славы 1-й степени (15.06.1946)[1][2];
- орден Славы 2-й степени (23.03.1945)[10];
- орден Славы 3-й степени (20.09.1944)[8];
- медали, в том числе:
  - медаль «За отвагу» (14.08.1944)[6];
  - медаль «За боевые заслуги» (24.04.1945)[3][15];
  - медаль «Партизану Отечественной войны» 2-й степени (27.12.1943)[3][5];
  - медаль «За победу над Германией в Великой Отечественной войне 1941—1945 гг.»;
  - медаль «За взятие Кёнигсберга».

## Документы
- Общедоступный электронный банк документов «Подвиг Народа в Великой Отечественной войне 1941—1945 гг.» Дата обращения: 17 августа 2014. Архивировано из оригинала 11 мая 2017 года. Номера в базе данных:

Орден Отечественной войны 1-й степени, 1945 год (архивный реквизит 44471229).
Орден Отечественной войны 1-й степени, 1985 год (архивный реквизит 1514802091).
Орден Красной Звезды (архивный реквизит 28936725).
Орден Славы 2-й степени (архивный реквизит 26134458).
Орден Славы 3-й степени (архивный реквизит 34574984).
Медаль «За отвагу» (архивный реквизит 34709916).